# The Storm (film, 1916)
Pour les articles homonymes, voir The Storm.
Pour plus de détails, voir Fiche technique et Distribution.
The Storm est un film muet américain réalisé par Frank Reicher et sorti en 1916.

## Fiche technique
- Titre : The Storm
- Réalisation : Frank Reicher
- Scénario : Beatrice DeMille, Leighton Osmun
- Photographie : Dent Gilbert
- Société de production : Jesse L. Lasky Feature Play Company
- Société de distribution : Paramount Pictures
- Pays de production :  États-Unis
- Langue : film muet avec les intertitres en anglais
- Métrage 1 500 mètres
- Format : Noir et blanc — 35 mm — 1,33:1 — Muet
- Genre : Film dramatique
- Durée : 50 minutes
- Date de sortie : 
  - États-Unis : 5 octobre 1916

## Distribution
- Blanche Sweet : Natalie Raydon
- Theodore Roberts : Professeur Octavius Raydon
- Thomas Meighan : Robert Fielding
- Richard Sterling : Sheldon Avery
- Chandler House : David